# Jost Ludwig Dietz

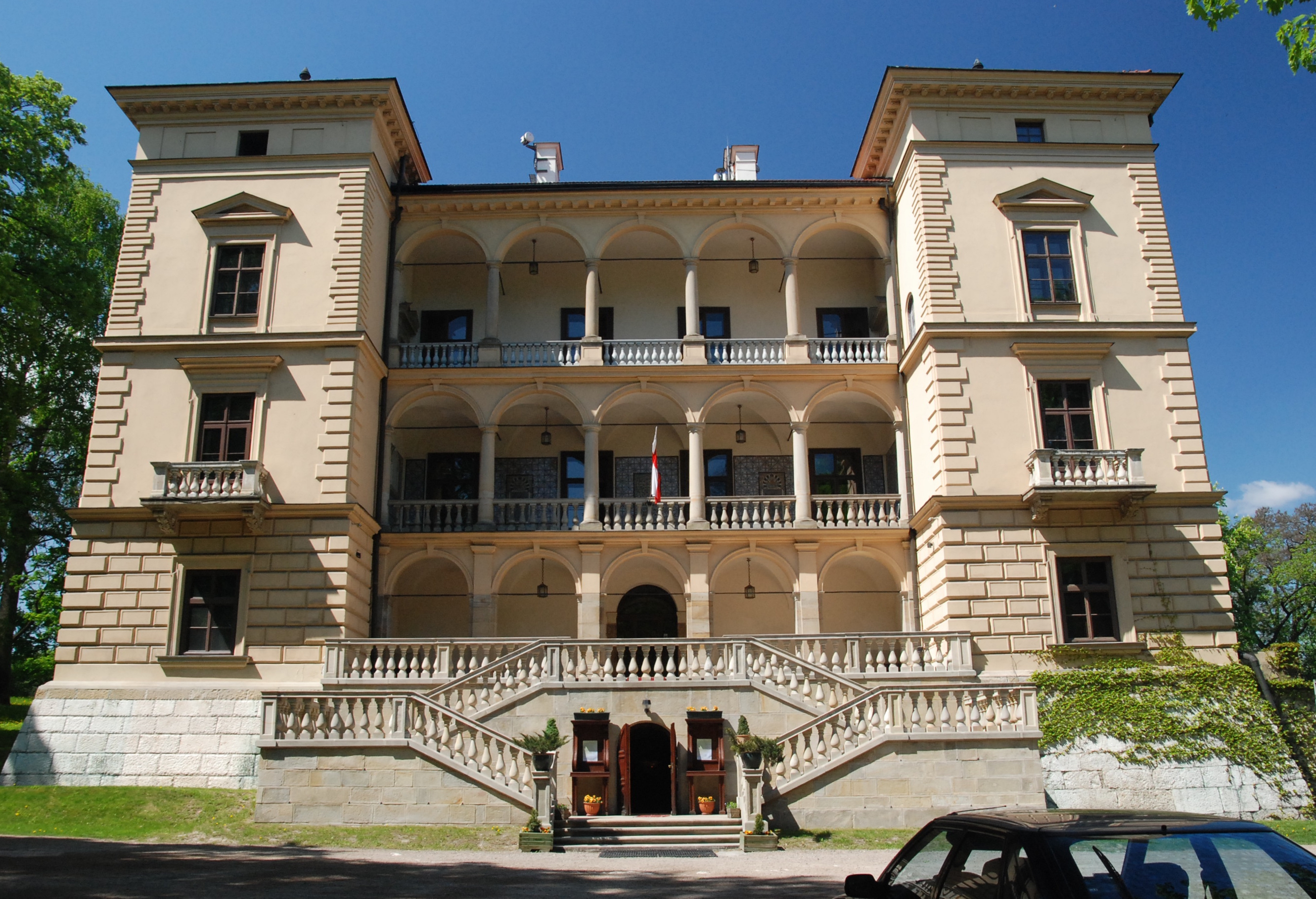
Villa in Wola Justowska

Jost Ludwig Dietz (lateinisch Jodocus Ludovicus Decius, polnisch Justus Ludwik Decjusz; * um 1485 in Weißenburg, heute: Wissembourg, Département Bas-Rhin, Frankreich; † 1545 in Krakau) war ein aus dem Elsass stammender Krakauer Diplomat, Geldmann, Sekretär des Königs Sigismund des Alten, später sein Berater und königlicher Münzverweser.

## Leben
Jost Ludwig Dietz war ein Günstling, Sekretär und Mitarbeiter von Jakub Boner, dem königlichen Bankier und Verwalter der Salzbergwerke in Wieliczka und Bochnia. Dank seiner Begabungen und Fähigkeiten wurde Dietz bald einflussreich, knüpfte persönliche Bekanntschaften unter anderem mit Martin Luther und Erasmus von Rotterdam an.
1528 erwarb Dietz ein Grundstück in der Umgebung von Krakau, mit dem Dorf Wola Chełmska, und gab den italienischen Architekten den Auftrag, eine Villa im italienischen Stil zu errichten. Die 1535 fertiggestellte Villa wurde zum Treffpunkt vieler Prominenter seiner Zeit. Die Ortschaft wurde nach dem Namen des Gutsbesitzers „Wola Justowska“ umbenannt.
Die Villa, „Willa Decjusza“ genannt, dient heute der gleichnamigen Gesellschaft (Stowarzyszenie Willa Decjusza), zu deren Mitgliedern bedeutende Personen Polens gehören.
Jost Ludwig Dietz verfasste ein 1521 veröffentlichtes lateinisches Geschichtswerk in drei Büchern. In dem ersten Buch unter dem Titel De vetustatibus Polonorum („Über die Altertümer Polens“) beschreibt er in Anlehnung an erdachte oder gefälschte Quellen eine lange Liste nicht existierender sarmatischer Könige, mythischer Vorfahren der Polen, während er sich im dritten Buch De Sigismundi regis temporibus („Über die Zeiten König Sigismunds“) mit den Geschehnissen während der Regierungszeit des polnischen Königs Sigismund I. befasst, also Zeitgeschichte schreibt.